# Фергюсон, Алан
Алан Бэйрд Фергюсон (англ. Alan Baird Ferguson; род. 16 сентября 1943, Мейтленд, Южная Австралия, Австралия) — австралийский политик, сенатор Сената Австралии с 1 июля 1993 по 30 июня 2011 годы. Являлся 22-м Президентом Сената Австралии с 14 августа 2007, 25 августа 2008 года пост Президента занял Джон Хогг, заместителем которого стал Алан Фергюсон.

## Биография
Родился в городе Мейтленд, штата Южная Австралия в семье фермера. Вырос в крошечной сельской общине на полуострове Йорк, обучался в школе в соседней деревне Уитулта, позднее обучался в протестантском Скотч Колледж. Отец был фермером и депутатом парламента штата в период с 1965 по 1970 годы. Является активным членом Церкви Объединения, в 17 лет вступил в ряды Либеральной партии. Трудился на ферме отца до 1985 года. Позднее стал работать страховым агентом, специализирующимся на пенсионных накоплениях.

## Политика
В 1980 году становится делегатом совета Либеральной партии в Южной Австралии. После смены сферы деятельности стал активнее заниматься политикой, в 1987 году становится вице-председателем, а позднее, в 1990 году, председателем партии в Южной Австралии. Назначение на данную должность вывело его в политическую жизнь на федеральном уровне. В 1992 году сенатор от штата Южная Австралия Джон Олсен решил уйти из федеральной политики, чтобы заняться карьерой на уровне штата, Фергюсон был выдвинут на выборы как его преемник. С 1 июля 1993 года становится сенатором Сената Австралии от штата Южной Австралии, переизбирался дважды. Возглавлял комитеты по международным отношениям, обороне и торговле, был наблюдателем от Австралии на выборах в Зимбабве и Малави, возглавлял делегации в США, Европу и страны Азии.
В 2007 году после отставки Пола Калверта избран Президентом Сената Австралии.

## Личная жизнь
Женат, имеет трех дочерей.

## Примечание
1. ↑  Former Presidents Архивная копия от 13 декабря 2014 на Wayback Machine (англ.)
2. 1 2  Biography for FERGUSON, the Hon. Alan Baird Архивная копия от 14 марта 2012 на Wayback Machine (англ.)
3. ↑  Senator Alan Ferguson Архивная копия от 23 апреля 2019 на Wayback Machine (англ.)